# Anna Maria Di Giorgio
Anna Maria Di Giorgio (San Daniele del Friuli, 1897 – Torino, 1961) è stata una divulgatrice scientifica italiana.

## Biografia
Conseguita la laurea in scienze naturali all'Università di Firenze, iniziò la sua carriera di ricercatrice nella stessa università. Divenne in seguito docente di Fisiologia Umana all'Università di Siena e passò poi all'Università di Torino. Le sue ricerche riguardarono prevalentemente le neuroscienze. 
Per la Rai curò uno dei primi programmi televisivi di divulgazione scientifica, La macchina per vivere, che fu trasmesso nel 1957 e nel 1958 e si proponeva di spiegare, mediante esperimenti e filmati, le funzioni fondamentali del corpo umano.